# Вбивство в передмісті
Вбивство в передмісті (англ. Murder in Suburbia) — британський кримінальний телевізійний серіал, з Лізою Фолкнер та Керолайн Катц у головних ролях. Транслювався у мережі «ITV» з 13 березня 2004 до 2 липня 2005 року. У Японії, Франції та деяких інших країнах телесеріал вийшов під назвою «Еш та Скріббс», в Італії — «Кейт та Емма - розслідування для двох».

## Синопсис
Події телесеріалу відбуваються у вигаданаму місті Міддлфорд. Детективу-інспектору Кейт «Еш» Ешерст та детективу-сержанту Еммі «Скріббс» Скріббінс, завдяки наполегливості та відданості справі, вдається розкривати надзвичайно важкі та заплутані злочини.

## У ролях
Головні
- Керолайн Катц[en] — Кейт «Еш» Ешурст, детектив-інспектор поліції
- Ліза Фолкнер[en] — Емма «Скріббс» Скріббінс, детектив-сержант поліції
- Джеремі Шеффілд[en] — Джеремі Салліван, головний детектив-інспектор поліції

Повторювані
- Ґлен Девіс — Тоні Ґалімор, констебль поліції
- Стюарт Нерс — Девід Вітералл, патологоанатом

Епізодичні
- Мікі Амброзе — констебль поліції
- Деніель Вебб[en] — Ґевін Вебб
- Барбара Даркін[en] — Максін Еплбі
- Стюарт Банс[en] — Ральф Мітчелл
- Фіона Ґласкотт[en] — Нуала Ґудман
- Генрі Ґудман[en] — Говард Ґудман
- Лінда Беллінґем[en] — Міллі Ґудман
- Ніл Генрі — Девід Ґудман
- Юджин Саймон — Джош Тейлор
- Рейчел Ґрант[en] — Сандра Фой
- Голлі Вестон — Голлі Ендрюс
- Лінсі Бакстер — Мері Сукіс
- Едвард Макліам[en] — Стюарт
- Марсія Воррен[en] — Лаура
- Патрік Друрі[en] — Кіран Дойл
- Лізетт Ентоні[en] — Бет Вітмор
- Філіп Бретертон[en] — іліп Вітмор
- Рассел Бултер[en] — Алан Довсон
- Сью Ґольдернесс[en] — Пенні Ґреґсон
- Філіп Мартін Браун[en] — Тім Ґреґсон
- Деніел Кейсі[en] — Саймон Вівер
- Ґвінет Стронґ[en] — Пет Довсон
- Мішель Дотріс[en] — Сінді
- Мішель Ґомес — Аніта Ґрін
- Ніл Стюк[en] — Стів
- Емма Амос[en] — Фона Арундел
- Бенедикт Тейлор[en] — Девід Арундел
- Джеймс Фліт[en] — Джон Стентон
- Річард Гоуп[en] — Патрік
- Ребекка Лейсі[en] — Ганна Фінч
- Анна Вілсон-Джонс[en] — Ґрейс Бейлі
- Монсеррат Ломбард[en] — Майра Коппелл
- Юен Макінтош[en] — Джеремі Стамфорд
- Ліззі Макіннерні[es] — Фіона Ейшер
- Бенджамін Вітров[en] — Ерік
- Бет Ґоддар[en] — Салі Тейлор
- Трейсі Енн Оберман[en] — Хлоя Волтерс
- Дермот Кровлі[en] — отець Майкл
- Фелісіті Дін[en] — Кім
- Пенні Давні[en] — Зеніт
- Карлі Норріс[en] — Рейчел Дрінквотер
- Данкан Престон[en] — Волтер Арчер
- Клер Гіґґінс — Гелен Віттлі
- Марк Повлі[en] — Клайв Фрейзер
- Лінетт Бомонт[en] — Ніккі Пенґеллі
- Джакомо Ґоннелла — Роберто Дорі
- Клер Кліффорд[en] — Рут Ендрюс
- Пол Опачич[en] — Метт
- Бренда Ковлінґ[en] — місіс Кіркман
- Джемма Черчилль[en] — Енн Джеймс
- Ральф Айнесон — Вільям Маршал
- Том Ґудман-Гілл — Дуґ Банністер
- Стелла Ґонет[en] — Фелісіті Гендон
- Себастьян Кнапп[en] — Гаррі
- Філіп Бовен[en] — Дональд Бейнс
- Пол Рейнольдс[en] — Тоні Дрінквотер
- Майкл Джейстон — Бредлі
- Домінік Фрісбі[en] — Джез Г'юз
- Деббі Чейзен[en] — Естель Гаркорт
- Клайв Веддерберн[en] — Кріс
- Керолайн Гаркер[en] — Тесса Нортвер
- Джорджина Бузова[en] — Шеллі
- Джонатан Слінґер[en] — Сем
- Філліс Лоґан — Вендіі
- Едвард Вудворд — Редж
- Філіп Джексон — Білл Джексон
- Ріта Девіс — Мінні
- Френк Беррі — Джіджі
- Ділан Чарльз — Філ Джейкс
- Соня Ріттер — Крістін Арчер
- Діана Ферфакс — Еґґі
- Джей Саймон[en] — фотограф

## Сезони
| Сезон | Епізоди | Епізоди | Оригінальний показ | Оригінальний показ |
| Сезон | Епізоди | Епізоди | Перший показ       | Останній показ     |
| ----- | ------- | ------- | ------------------ | ------------------ |
| 1     | 6       | 6       | 13 березня 2004    | 17 квітня 2004     |
| 2     | 6       | 6       | 28 травня 2005     | 2 липня 2005       |

### Перший сезон (2004)
| № серії (загалом) | № серії (в сезоні) | Назва серії                | Режисер(и)          | Сценарист(и)                    | Оригінальна дата показу | Глядачів UK (млн) |
| ----------------- | ------------------ | -------------------------- | ------------------- | ------------------------------- | ----------------------- | ----------------- |
| 1                 | 1                  | «Applejacks»               | Едвард Беннет       | Нік Коллінз                     | 13 березня 2004         | 6.74              |
| 2                 | 2                  | «Stag Night»               | Едвард Беннет       | Майкл Ейткенс                   | 20 березня 2004         | 5.53              |
| 3                 | 3                  | «Millionaire's Row»        | Девід Іннес Едвардс | Нік Коллінз                     | 27 березня 2004         | 4.65              |
| 4                 | 4                  | «Sanctuary»                | Девід Іннес Едвардс | Джон Фленаґан та Ендрю Маккалох | 3 квітня 2004           | 5.14              |
| 5                 | 5                  | «A Good Deal of Attention» | Дуґлас Маккіннон    | Майкл Ейткенс                   | 10 квітня 2004          | 5.64              |
| 6                 | 6                  | «Noisy Neighbours»         | Дуґлас Маккіннон    | Нік Коллінз                     | 17 квітня 2004          | 6.64              |

### Другий сезон (2005)
| № серії (загалом) | № серії (в сезоні) | Назва серії                | Режисер(и)            | Сценарист(и) | Оригінальна дата показу | Глядачів UK (млн) |
| ----------------- | ------------------ | -------------------------- | --------------------- | ------------ | ----------------------- | ----------------- |
| 1                 | 7                  | «Witches»                  | Джонатан Фокс Бассетт | Нік Коллінз  | 28 травня 2005          | 4.26              |
| 2                 | 8                  | «Viva La Salsa»            | Джонатан Фокс Бассетт | Скотт Черрі  | 18 червня 2005          | 4.21              |
| 3                 | 9                  | «Death of an Estate Agent» | Роджер Ґолдбі         | Емма Фрост   | 4 червня 2005           | 4.33              |
| 4                 | 10                 | «Wedding Bells»            | Роджер Ґолдбі         | Нік Коллінз  | 11 червня 2005          | 4.96              |
| 5                 | 11                 | «Old Dogs»                 | Роджер Ґолдбі         | Пол Вейт     | 25 червня 2005          | 3.47              |
| 6                 | 12                 | «Golden Oldies»            | Роберт Бірман         | Скотт Черрі  | 2 липня 2005            | 3.94              |

## Виробництво
Фільмування телесеріалу відбувались у Нортвуді та інших місцях Лондона. 
Другий сезон вийшов у етер в 2005 році, але не досяг рейтингів першого сезону, через що згодом серіал був закритий. 